# Crossroads (monument)
Crossroads is een oorlogsmonument in het dorp Heteren, in de Nederlandse provincie Gelderland. Het monument is een herinnering aan het 506e Parachute Infantry Regiment dat in de ochtend van 5 oktober 1944 in gevecht raakte met een groep SS-ers op de Randwijkse Rijndijk.

## Achtergrond
Een groep van vijf Amerikaanse soldaten uit het 506e regiment was op patrouille in de ochtend van 5 oktober 1944 toen zij een aantal Duitse SS'er compagnies tegenkwamen. Na een confrontatie wisten de Amerikaanse soldaten zich terug te trekken naar hun commandopost. Kort daarna werd er een nieuwe patrouille naar de Randwijkse Rijndijk gestuurd om de Duitsers te bevechten. Er volgde een vuurgevecht, waarna de Amerikaanse soldaten klem kwamen te zitten in een ondiepe sloot met de Duitsers op hoger grondgebied. De Amerikanen konden zich niet terugtrekken en zetten hun aanval voort. De Amerikanen waren in de minderheid met 35 soldaten in vergelijking met de 150 Duitse soldaten. Vanwege een slechte voorbereiding aan de kant van de Duitsers, wisten de Amerikanen de slag te winnen. Uiteindelijk vielen er ruim vijftig doden aan Duitse zijde. Onder de Amerikaanse soldaten viel één dode, namelijk paratrooper William Heister Dukeman jr.: hij kwam te overlijden door een geweergranaat die op hem werd afgevuurd. Dukeman is begraven op de Amerikaanse Begraafplaats Margraten.

## Beschrijving
Het monument is in 2004 geplaatst op initiatief van Bernie van Doorn en Rijacco Hoogendoorn.
Het monument is een roestvrijstalen stervormig beeld. Het wordt gesteund door twee pijlers van roestvrijstaal. Op het beeld is een informatieplaquette geplaatst. Op het beeld staat de tekst 'Dit monument is opgedragen aan hen die het leven lieten waardoor wij in vrijheid kunnen leven. This monument is dedicated to those who paid the highest price for us to live in freedom.'
Het monument wordt Crossroads genoemd als verwijzing naar de Amerikaanse en Duitse soldaten die elkaar kruisten in Heteren.
Op 13 januari 2011 werd het monument ernstig beschadigd, doordat het vermoedelijk door een auto was geraakt. In augustus 2011 werd er een nieuw monument geplaatst.

## Televisie
In de tiendelige Amerikaanse televisieserie Band of Brothers uit 2001 wordt de slag Crossroads weergegeven.